# Theoderiks mausoleum

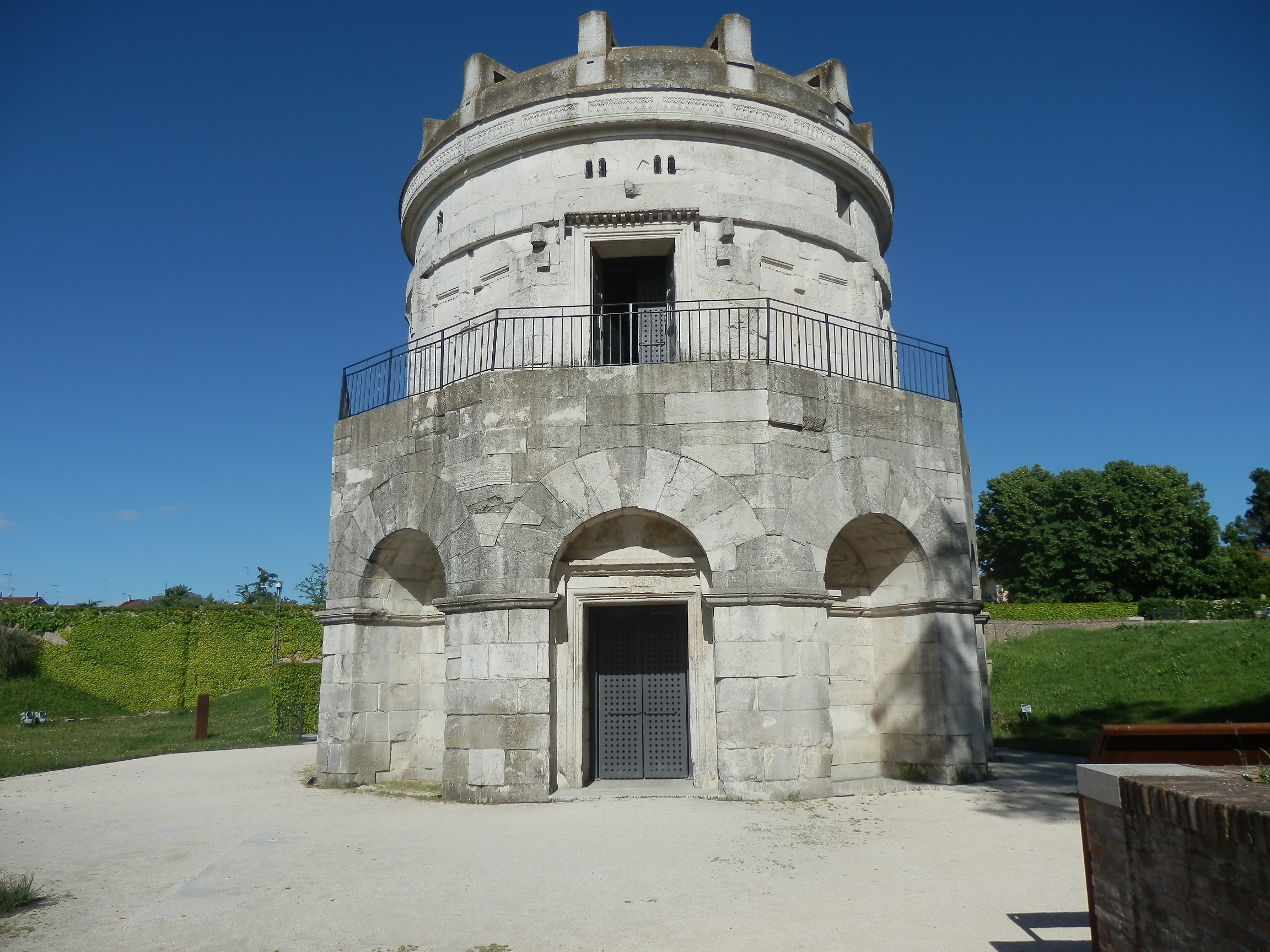
Theoderiks mausoleum

Theoderiks mausoleum är ett mausoleum i Ravenna i Italien. Det byggdes av Theoderik den store år 520, för att bli hans grav. Taket är ett enda stycke, en monolit, med en vikt på 300 ton och en diameter på 10 meter. Byggnaden finns sedan 1996 med på Unescos världsarvslista.